# Conophyma tarbinskyi
Conophyma tarbinskyi is een rechtvleugelig insect uit de familie Dericorythidae. De wetenschappelijke naam van deze soort is voor het eerst geldig gepubliceerd in 1931 door Miram.